# Vladaya Saddle
Der Vladaya Saddle (englisch; bulgarisch Владайска седловина Wladajska sedlowina) ist ein 1000 m hoher Bergsattel auf der Livingston-Insel im Archipel der Südlichen Shetlandinseln. Im Friesland Ridge der Tangra Mountains liegt er zwischen dem St. Cyril Peak im Nordosten und dem St. Methodius Peak im Südwesten.
Bulgarische Wissenschaftler kartierten ihn zwischen 1995 und 1996. Die bulgarische Kommission für Antarktische Geographische Namen benannte ihn 2006 nach der Ortschaft Wladaja im Westen Bulgariens.